# Водорезова, Елена Германовна
Еле́на Ге́рмановна Водоре́зова (в замужестве Буя́нова; род. 21 мая 1963, Москва) — советская фигуристка, тренер по фигурному катанию. Первая в советской истории призёр чемпионатов мира и Европы в женском одиночном катании, 5-кратная чемпионка СССР. Самая юная советская спортсменка, принимавшая участие в Олимпийских играх, за всю историю советского спорта (на момент участия в Зимней Олимпиаде 1976 года ей было 12 лет). Мастер спорта СССР международного класса. Заслуженный тренер России.

## Спортивная карьера
Родилась в спортивной семье — мать — Зинаида Михайловна, бывшая гимнастка, преподавала физкультуру в школе, отец — Герман Николаевич — преподаватель кафедры физического воспитания Московского инженерно-физического института (МИФИ), тренер сборной команды МИФИ по баскетболу. Начала заниматься фигурным катанием с 4 лет. Первый тренер — Галина Борисовна Василькевич. Училась в 704-й школе. С 1969 года в специализированной школе по фигурному катанию ЦСКА. В 1973 году выиграла свои первые соревнования, после чего, с 1974 года стала тренироваться у Станислава Жука. Первый год нигде не выступала, усиленно тренируясь, преодолевать усиленные нагрузки помогал огромный интерес к фигурному катанию.
Выиграла в конце 1975 года чемпионат СССР среди юниоров и турнир на призы газеты «Московские новости», намного опередив остальных советских спортсменок, а также американку Уэнди Бердж, которая была четвёртой на чемпионате мира 1975. Это побудило федерацию предоставить ей единственное для одиночниц место в сборной СССР. На чемпионате Европы 1976 в короткой программе, единственная из всех участниц, исполнила каскад двойной флип — тройной тулуп, а в произвольной впервые среди женщин сделала три тройных прыжка. После этого привлекла к себе внимание СМИ, например, швейцарская пресса писала о том, что в двенадцатилетнем возрасте советская фигуристка произвела поразительное впечатление легкости, доказав, что у нее задатки великой чемпионки, по мнению всех технических специалистов, она станет ею через 2-3 года.
На Зимних Олимпийских играх 1976 года, в произвольной программе вновь исполнила три тройных прыжка, пораженные судьи поставили дебютантке за технику оценки до 5,9, что является редчайшим случаем в истории. Только большое отставание в фигурах (18-е место) не позволило подняться высоко в итоге. Американское телевидение ABC, транслируя соревнования женщин, включило выступления лишь четырех-пяти участниц, однако не упустило оба выступления Водорезовой. Огромное внимание проявляли и тележурналисты из других стран. В частности, японское телевидение приехало снимать Елену в её московскую коммунальную квартиру (советское руководство после таких событий предоставило семье Водорезовой отдельную квартиру). 7 марта 1976, после чемпионата мира, ряд мировых СМИ, посвящая отдельные статьи Водорезовой, приводят слова С. А. Жука: «Она большой талант, может быть, самый большой из всех, что были у нас в Советском Союзе. Но нужно еще много работать, чтобы вывести её на вершину». В апреле 1976 года выиграла чемпионат СССР: в обязательных фигурах была лишь 9-й, но в короткой с каскадом двойной флип — тройной тулуп, оценками 5,7-5,8 за технику, и в произвольной — заняла первые места. Затем стала 5-кратной чемпионкой СССР 1976—77, 1980, 1982—83.
На чемпионате СССР 1977 года в Вильнюсе 5 января была второй в обязательных фигурах после Людмилы Бакониной, в короткой программе на музыку «Цыганочка» попыталась исполнить каскад тройной сальхов — двойной риттбергер, но упала (судьи поставили 5,7-5,8 за артистизм), в произвольной программе 7 января сделала три тройных прыжка (на риттбергере — падение). По сумме трех видов все девять судей поставили Елену на 1 место.
Исключительный случай произошёл с Еленой на чемпионате мира 1977 в Токио. После 13-го места в фигурах и 5-го в короткой программе она, единственная из всех участниц, исполнила три тройных прыжка в произвольной программе (два тулупа и сальхов), получила максимальные оценки и выиграла произвольную программу с тремя оценками 5,9 и четырьмя — 5,8. В 1978 году первой среди советских одиночниц завоевала бронзу на чемпионате Европы. Выигрывает короткую программу с каскадом тройной тулуп - двойной риттбергер, в произвольной делает три тройных, но не уверенно, самые высокие оценки 5,8/5,7 ей ставит французский судья, чемпион мира Ален Кальма. Не ожидая награды, Елена прошла к автобусу, только там узнав, что ей предстоит церемония награждения. На чемпионате мира исполняет тройной риттбергер и каскад прыжков двойной аксель-ойлер-тройной сальхов. 8 марта 1978 Елена появилась на телеэкране в качестве почетной гости на праздничном телевизионном «Голубом огоньке».
На чемпионате СССР 1979 года в Запорожье выступила лишь в обязательных фигурах, после чего снялась с соревнований. Затем в 1979—1981 годах практически не выступала из-за болезни (ревматоидного полиартрита, болезнь хроническая), однако после длительного лечения вернулась в спорт (С. А. Жук перестроил тренировки на щадящий график) и в 1982 году вновь заняла третье место на чемпионате Европы, а в 1983 году стала второй в Европе и третьей на чемпионате мира, большее внимание стала уделять обязательным фигурам, в произвольной программе исполняла только один тройной прыжок, с сезона 1981/82 стала исполнять пируэт «бильман» (была одной из первых трёх-четырёх фигуристок в мире, которые делали этот элемент).
В сезоне 1983/84 готовилась по усеченной программе, и на турнире на призы газеты «Московские новости» в конце ноября 1983, и на матче сильнейших фигуристов СССР в декабре исполняла лишь обязательные фигуры и короткую программу, всегда занимая первые места. На чемпионате Европы 1984 года Водорезова выиграла малую золотую медаль в обязательных фигурах, стала третьей в короткой программе, и была близка к завоеванию медали в общем зачете, однако ей пришлось сняться с соревнований и вернуться в Москву, чтобы ухаживать за больной мамой.
На зимних Олимпийских играх 1984 года Елена решила, что это будет последним соревнованием в карьере, выступить её уговорило руководство Федерации. Отлично выполнила обязательные фигуры, хотя и небольшие по размерам, но исключительно точные и на высокой скорости, выиграв в двух из трёх фигур, единственная из всех участниц получила оценки выше 4 баллов. Однако когда оценки суммировались, выяснилось, что по итоговым местам она проиграла одним судейским голосом американке Самнерс и оказалась второй. Причем четверо судей поставили Елену на первое место, четверо — на второе, однако бельгийский судья дал крайне заниженное 12-е место. Это вызвало скандал, распространившийся в прессе, вплоть до «Нью-Йорк Таймс». Рефери С. Бьянкетти сделала выговор судье, после Олимпиады он был отстранен от судейства. В короткой программе подстраховалась, заменив в каскаде проблемный для неё тройной тулуп на двойной аксель, однако не смогла остановить вращение, вынуждена была сделать лишний ойлер, а затем лишь одинарный риттбергер вместо обязательного двойного, оказавшись без элемента, за что судьи резко снизили оценки, поставив её на восьмое место. В произвольной программе не сумела выполнить хотя бы один тройной прыжок, в то время как лидеры делали по три-четыре, судьи поставили её лишь на 11-е место. В день рождения после выступления в турне сборной СССР по Австралии 1984 г. завершила любительскую карьеру из-за накопившейся усталости.

## Тренерская карьера

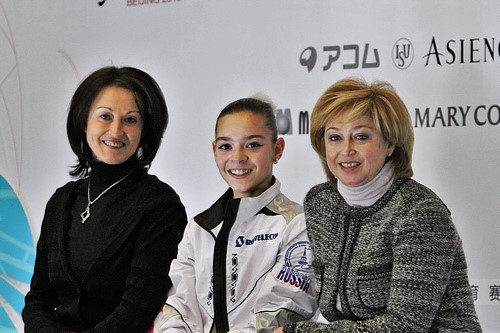
Елена Водорезова (крайняя справа) с Аделиной Сотниковой (в центре) и хореографом Ириной Тагаевой на финале Гран-при среди юниоров 2010/2011

В 1984 году окончила Московский институт физкультуры и спорта.
С 1984 года работает тренером в ЦСКА (ныне - ФАУ МО РФ ЦСКА СШОР им. С. А. Жука). В 1992–2003 гг. – старший тренер-преподаватель СДЮШОР ЦСКА по фигурному катанию, с 2003 года главный тренер-начальник команды ЦСКА по фигурному катанию. Наиболее успешные ученики Буяновой — олимпийская чемпионка Аделина Сотникова, призеры чемпионатов Европы, России Максим Ковтун, Ольга Маркова, Артур Даниелян, Мария Сотскова, Андрей Грязев, Элене Гедеванишвили, Артем Бородулин, Сергей Воронов, а также Полина Цурская, Анастасия Губанова и другие. Некоторое время тренировала Марию Бутырскую и Алину Гершкович, на чемпионате мира 2009 неожиданно удачно дебютировал Денис Тен. В апреле 2022 года в группу перешла чемпионка Европы и победительница финала Гран-при Алёна Косторная, однако вскоре она покинула группу Буяновой в связи с переходом в парное катание.

## Личная жизнь
В 1984 году Елена Водорезова вышла замуж за конькобежца Сергея Буянова. В 1987 году у пары родился сын Иван.
В 2008 году на канале «Россия» вышел многосерийный телефильм «Две сестры», который был позиционирован телеканалом как история Елены Водорезовой. Сама же фигуристка снялась в эпизодической роли тренера и была консультантом фильма. В то же время автор сценария фильма опровергает информацию о том, что в основе сюжета лежит судьба Водорезовой.

## Спортивные достижения
| Соревнования/Сезон      | 1975-76 | 1976-77 | 1977-78 | 1978-79 | 1979-80 | 1980-81 | 1981-82 | 1982-83 | 1983-84 |
| ----------------------- | ------- | ------- | ------- | ------- | ------- | ------- | ------- | ------- | ------- |
| Зимние Олимпийские игры | 12      |         |         |         |         |         |         |         | 8       |
| Чемпионаты мира         | 11      | 7       | 6       |         | WD      |         | 5       | 3       |         |
| Чемпионаты Европы       | 8       | 5       | 3       |         |         |         | 3       | 2       | WD      |
| Чемпионаты СССР         | 1       | 1       |         |         | 1       |         | 1       | 1       |         |

## Награды и звания
- Орден «За заслуги перед Отечеством» IV степени (24 марта 2014 года) — за большой вклад в организацию подготовки и проведения XXII Олимпийских и XI Параолимпийских зимних игр 2014 года в Сочи и обеспечение успешного выступления сборных команд России[23]
- Орден Дружбы (29 апреля 2013 года)[24]
- Юбилейная медаль «100 лет Центральному спортивному клубу Армии» (11 июля 2023 года) — за разумную инициативу, усердие и отличие по службе, добросовестное исполнение трудовых обязанностей[25]

## На телевидении
Елена Водорезова — гость программы Ирины Родниной «Стадион» на Радио России в марте 2015 г.